# 朱焯信 (澳門)
朱焯信，澳門畫家。1998年畢業於澳門理工學院藝術高等學校平面設計系，2008年獲香港嶺南大學文化研究系碩士學位。主要從事繪畫、設計、策展及藝術顧問等工作。